# 法蘭·梅里達
法蘭西斯高·梅里達·佩雷斯（西班牙語：Francisco Mérida Pérez，1990年3月4日—）出生於巴塞隆拿，是一名西班牙足球員，司職中場，现效力西班牙球会盧高。

## 球會生涯
梅里達8歲便加入巴塞隆拿的少年球隊，但於2005年9月離開，據稱是被其經理人迪亞士藏起來了，迪亞士相信他可加盟英格蘭球隊而不用付出賠償金，就像法比加斯當時從巴塞加盟阿仙奴時的情況一樣。 梅里達的家人擔心那些加盟巴塞的青年球員沒有機會上陣，認為加盟其他球會上陣的機會較大。所以，他們和同是法比加斯的經理人迪亞士商量，迪亞士迅速接觸皇馬、AC米蘭、阿仙奴。最後因為美列達已沒有和巴塞續約，所以他不用賠償金便加盟了阿仙奴。
一直沒法晉身阿仙奴一隊陣容，雖然獲球隊提供長約，但梅里達拒絕簽署，預計於2010年夏季約滿後重返西班牙加盟自小擁戴的。在2010年年初非洲國家盃舉行期間，由於中場人腳不足，梅里達獲得在聯賽上陣機會，於1月17日對保頓後補入替並取得處子入球，為球隊鎖定2-0勝局。
2010年5月28日，梅里達通過體測，正式加盟馬德里體育會，簽約5年。2011-12赛季开始，他被租借到葡萄牙的布拉加。

## 榮譽

### 俱乐部
西班牙人
- 西班牙足球乙级联赛冠军：2020-21[3]

## 外部連結
- Soccerway資料庫：法蘭·梅里達
- 足球数据库：美列達的球员统计数据